# Richard Steele
Sir Richard Steele (1671 (døbt 12. marts 1672) i Dublin — 1. september 1729 i Wales) var en engelsk forfatter.
Allerede i skolen gjorde han bekendtskab med Addison, og her og ved Universitetet i Oxford grundlagdes mellem dem et venskab, der varede hele livet. Steele forlod universitetet og lod sig, begejstret for revolutionen 1688, hverve til soldat. Han førte nu og senere et meget uregelmæssigt liv, var altid i trang for penge, og altid ødsel, når han havde penge. Han var almindelig kendt i London som en letsindig fusentast, og hans første værk, den moralske traktat: The Christian Hero (1701), blev derfor en overraskelse for læseverdenen. Derefter fulgte flere komedier: The Funeral; or, Grief a la Mode (1702), The Tender Husband (1703) og The Lying Lover (1704), en bearbejdelse af Corneilles Le Menteur. I disse skuespil søger Steele at erstatte restaurationstidens tøjlesløshed med sentimentalitet og borgerlig moral og danner derved en overgang til 18. århundredes moralske skuespil.
Størst betydning fik Steele dog som tidsskriftudgiver. Det første af disse The Tatler udkom 1709—11 3 gange ugentlig. Her samlede sig om Steele en række medarbejdere, af hvilke den betydeligste var Addison. Denne var også udgiver af det følgende tidsskrift The Spectator (1711—12); men Steele skrev heri en række afhandlinger. Af Steeles senere tidsskrifter kan nævnes: The Guardian 1713), The Englishman (1713—14) og The Lover (1714). Disse tidsskrifter med deres højst forskellige indhold, belærende, underholdende, humoristisk, satirisk, gjorde megen lykke, fremmede læselysten og højnede den almindelige dannelse. Imidlertid havde Steele i sine bidrag udtalt sig i afgjort frisindet retning, hvilket førte til, at han blev anklaget for politisk satire og 1714 udelukket af parlamentet. Da Whiggerne kom til magten ved Georg I's tronbestigelse, fik Steele dog oprejsning og blev gjort til overstaldmester ved de kongelige stalde i Hampton Court. Hans sidste skuespil The conscious Lovers blev opført 1722. Senere trak han sig tilbage fra London og levede sine sidste år på landet.